# DHB-Pokal der Frauen 2005/06
Der DHB-Pokal der Frauen 2005/06 war die 32. Austragung des wichtigsten deutschen Hallenhandball-Pokalwettbewerbs für Frauen. DHB-Pokalsieger 2006 wurde der HC Leipzig, der im Finale Titelverteidiger 1. FC Nürnberg deutlich mit 34:25 bezwang.

## Hauptrunden

### 1. Runde
Die Auslosung der 1. Hauptrunde fand im Juni 2005 statt. Dabei erhielten 12 Mannschaften Freilose und qualifizierten sich so vorzeitig für die 2. Hauptrunde.
Die Spiele der 1. Hauptrunde, die abgesehen von der vorgezogenen Begegnung zwischen dem MTV Großenheidorn und dem SC Markranstädt am Wochenende 3./4. September 2005 durchgeführt wurden, ergaben – soweit bekannt – folgende Ergebnisse:
| Datum             | Uhrzeit   | Heimmannschaft                 |   | Gastmannschaft              | Ergebnis      |
| ----------------- | --------- | ------------------------------ | - | --------------------------- | ------------- |
| Losgruppe Nord:   |           |                                |   |                             |               |
| 3. September 2005 | 19:00 Uhr | Hastedter TSV                  | – | Wandsbek 72                 | 23:27 (12:12) |
| 3. September 2005 | 19:30 Uhr | SV Fortuna ’50 Neubrandenburg  | – | SVG Celle                   | 22:38 (12:19) |
| 4. September 2005 | 15:30 Uhr | VfL Bad Schwartau              | – | TV Cloppenburg              | 21:26 (14:13) |
| 4. September 2005 | 16:00 Uhr | Elsflether TB                  | – | TSG Wismar                  | 15:36 (7:16)  |
| 4. September 2005 | 16:00 Uhr | SC Greven 09                   | – | SC Buntekuh                 | 35:19 (18:7)  |
| 4. September 2005 | 17:00 Uhr | TSV Morsum                     | – | TSV Ellerbek                | 28:30 (12:13) |
|                   |           | Eidelstedter SV                | – | TSV Travemünde 1            |               |
|                   |           | Elmshorner HT                  |   |                             | Freilos       |
|                   |           | TSV Nord Harrislee             |   |                             | Freilos       |
|                   |           | SG Handball Rosengarten        |   |                             | Freilos       |
| Losgruppe Ost:    |           |                                |   |                             |               |
| 27. August 2005   | 17:00 Uhr | MTV Großenheidorn              | – | SC Markranstädt             | 15:33 (6:15)  |
| 2. September 2005 | ?         | SV Irxleben                    | – | VfL Wolfsburg               | 22:36 (11:21) |
| 3. September 2005 | ?         | Thüringer HC II                | – | BSV Sachsen Zwickau         | 25:30 (13:11) |
| 3. September 2005 | 16:30 Uhr | Reinickendorfer Füchse         | – | HC Leipzig Juniorteam       | 27:29 (12:15) |
| 4. September 2005 | 16:00 Uhr | HSG Hattorf/Schwiegershausen   | – | SV Union Halle-Neustadt     | 19:30 (8:12)  |
| 4. September 2005 | 16:00 Uhr | SG Knetterheide-Schötmar       | – | HSC 2000 Magdeburg          | 31:32 (13:12) |
| 4. September 2005 | ?         | TSV Niederndodeleben/HG Köthen | – | HC Sachsen Neustadt-Sebnitz | 24:34 (9:18)  |
|                   |           | TuS Neukölln                   |   |                             | Freilos       |
|                   |           | SV Reichensachsen              |   |                             | Freilos       |
|                   |           | SV BVG 49                      |   |                             | Freilos       |
| Losgruppe West:   |           |                                |   |                             |               |
| 3. September 2005 | 15:00 Uhr | Borussia Dortmund II           | – | HSG Kleenheim               | 20:22 (9:10)  |
| 3. September 2005 | 17:30 Uhr | HSG ART/HSV Düsseldorf         | – | TuS Weibern                 | 23:32 (9:17)  |
| 3. September 2005 | 18:00 Uhr | ETSV Witten                    | – | TV Mainzlar                 | 23:35 (11:15) |
| 3. September 2005 | ?         | TuS Müssen-Billinghausen       | – | HSG Blomberg-Lippe          | 17:33 (06:19) |
| 4. September 2005 | 16:00 Uhr | TuS Jahn Dellwig               | – | Teutonia Riemke             | 31:30 (16:15) |
| 4. September 2005 | 16:30 Uhr | HSV Solingen-Gräfrath          | – | TV Beyeröhde                | 21:35 (10:20) |
| 4. September 2005 | 17:00 Uhr | HSG Gedern/Nidda               | – | HSG VT/KLC Kempen           | 18:30 (11:12) |
|                   |           | HSG Bannberscheid/Bad Ems      |   |                             | Freilos       |
|                   |           | 1. FSV Mainz 05                |   |                             | Freilos       |
|                   |           | TuS Lintfort                   |   |                             | Freilos       |
| Losgruppe Süd:    |           |                                |   |                             |               |
| 31. August 2005   | ?         | ASV Dachau                     | – | TuS Metzingen               | 16:27 (9:16)  |
| 3. September 2005 | 16:00 Uhr | TSG Ketsch II                  | – | VfL Waiblingen              | 25:27 (7:17)  |
| 3. September 2005 | 19:00 Uhr | HSG Sulzbach/Leidersbach       | – | TSG Ober-Eschbach           | 26:24 (10:12) |
| 3. September 2005 | 19:00 Uhr | TV Nellingen                   | – | HSG Bensheim/Auerbach       | 34:23 (16:11) |
| 3. September 2005 | 19:00 Uhr | TV Weidhausen                  | – | DJK Marpingen               | 16:36 (5:17)  |
| 3. September 2005 | ?         | TV Jahn Bellheim               | – | HSG Albstadt                | 13:33 (4:17)  |
| 4. September 2005 | 16:00 Uhr | Frisch Auf Göppingen           | – | SV Allensbach               | 30:28 (13:15) |
|                   |           | TS Ottersweier                 |   |                             | Freilos       |
|                   |           | SpVgg Bissingen                |   |                             | Freilos       |
|                   |           | ESV 1927 Regensburg            |   |                             | Freilos       |

### 2. Runde
Die Spiele der 2. Hauptrunde wurden zwischen dem 30. September und 3. Oktober 2005 ausgetragen. Dabei kam es zu folgenden Ergebnissen:
| Datum              | Uhrzeit   | Heimmannschaft              |   | Gastmannschaft          | Ergebnis                           |
| ------------------ | --------- | --------------------------- | - | ----------------------- | ---------------------------------- |
| 30. September 2005 | 20:00 Uhr | HSG Bannberscheid/Bad Ems   | – | TV Mainzlar             | 43:42 n. 2V. (38:38, 32:32, 15:16) |
| 30. September 2005 | 20:00 Uhr | Elmshorner HT               | – | SG Handball Rosengarten | 21:24 (14:13)                      |
| 1. Oktober 2005    | 14:00 Uhr | 1. FSV Mainz 05             | – | HSG Kleenheim           | 12:25 (5:7)                        |
| 1. Oktober 2005    | 16:00 Uhr | TSG Wismar                  | – | TSV Travemünde          | 35:25 (19:10)                      |
| 1. Oktober 2005    | 16:30 Uhr | TuS Lintfort                | – | TV Beyeröhde            | 22:34 (10:16)                      |
| 1. Oktober 2005    | 17:00 Uhr | TuS „Jahn“ Dellwig          | – | HSG Blomberg-Lippe      | 26:47 (14:25)                      |
| 1. Oktober 2005    | 19:00 Uhr | HSG Sulzbach/Leidersbach    | – | TV Nellingen            | 29:28 (16:15)                      |
| 1. Oktober 2005    | 19:30 Uhr | TuS Neukölln                | – | HC Leipzig Juniorteam   | 24:33 (10:16)                      |
| 1. Oktober 2005    | 19:30 Uhr | TSV Ellerbek                | – | TV Cloppenburg          | 28:33 (15:15)                      |
| 1. Oktober 2005    | 20:00 Uhr | HSG Albstadt                | – | ESV 1927 Regensburg     | 30:23 (14:12)                      |
| 2. Oktober 2005    | 15:00 Uhr | SG Post SV/SV BVG 49        | – | BSV Sachsen Zwickau     | 23:26 (13:14)                      |
| 2. Oktober 2005    | 16:00 Uhr | HC Sachsen Neustadt-Sebnitz | – | SV Union Halle-Neustadt | 24:27 (16:15)                      |
| 2. Oktober 2005    | 16:30 Uhr | SV Reichensachsen           | – | HSC 2000 Magdeburg      | 26:28 (12:14)                      |
| 2. Oktober 2005    | 17:00 Uhr | VT/KLC Kempen               | – | TuS Weibern             | 24:37 (11:16)                      |
| 2. Oktober 2005    | 17:00 Uhr | VfL Wolfsburg               | – | SC Markranstädt         | 30:35 (18:21)                      |
| 2. Oktober 2005    | 17:00 Uhr | DJK Marpingen               | – | VfL Waiblingen          | 34:30 (21:13)                      |
| 3. Oktober 2005    | 15:30 Uhr | TS Ottersweier              | – | Frisch Auf Göppingen    | 18:34 (7:15)                       |
| 3. Oktober 2005    | 17:00 Uhr | SG Wandsbek                 | – | TSV Nord Harrislee      | 20:23 (8:12)                       |
| 3. Oktober 2005    | 17:00 Uhr | SpVgg Bissingen             | – | TuS Metzingen           | 28:34 (14:17)                      |
| 3. Oktober 2005    | 18:00 Uhr | SV Garßen-Celle             | – | SC Greven 09            | 40:26 (19:14)                      |

Die Sieger der einzelnen Partien qualifizierten sich für die 3. Hauptrunde.

### 3. Runde
Zur 3. Hauptrunde stießen zu den Siegern der 2. Runde die 10 nicht abgestiegenen Bundesligisten der Saison 2004/05 sowie die beiden Zweitligaaufsteiger Thüringer HC und TSG Ketsch hinzu. Die Auslosung fand am 3. Oktober 2005 im Anschluss an das Zweitrundenspiel der SVG Celle gegen den SC Greven 09 statt.
Die Spiele der 3. Hauptrunde, die zwischen dem 28. Oktober und 2. November 2005 ausgetragen wurden, ergaben folgende Ergebnisse:
| Datum            | Uhrzeit   | Heimmannschaft           |   | Gastmannschaft            | Ergebnis                                 |
| ---------------- | --------- | ------------------------ | - | ------------------------- | ---------------------------------------- |
| 28. Oktober 2005 | 20:15 Uhr | HSG Kleenheim            | – | HSG Bannberscheid/Bad Ems | 22:18 (15:7)                             |
| 29. Oktober 2005 | 17:00 Uhr | HC Leipzig Juniorteam    | – | BSV Sachsen Zwickau       | 29:28 (15:13)                            |
| 29. Oktober 2005 | 19:00 Uhr | SC Markranstädt          | – | Thüringer HC              | 23:25 (10:16)                            |
| 29. Oktober 2005 | 19:30 Uhr | TuS Metzingen            | – | SG 09 Kirchhof            | 27:19 (14:10)                            |
| 29. Oktober 2005 | 19:30 Uhr | TV Cloppenburg           | – | SG Handball Rosengarten   | 22:23 (11:11)                            |
| 30. Oktober 2005 | 16:00 Uhr | SV Union Halle-Neustadt  | – | HSC 2000 Magdeburg        | 30:24 (12:14)                            |
| 30. Oktober 2005 | 16:00 Uhr | DJK Marpingen            | – | HSG Albstadt              | 45:44 n. S. (37:37, 34:34, 28:28, 14:13) |
| 30. Oktober 2005 | 16:30 Uhr | TSV Nord Harrislee       | – | VfL Oldenburg             | 27:33 (16:15)                            |
| 30. Oktober 2005 | 18:00 Uhr | SV Garßen-Celle          | – | PSV Rostock               | 34:31 (16:16)                            |
| 30. Oktober 2005 | 18:00 Uhr | Frisch Auf Göppingen     | – | TSG Ketsch                | 33:32 (16:16)                            |
| 31. Oktober 2005 | 20:00 Uhr | TuS Weibern              | – | BV Borussia Dortmund      | 21:29 (11:14)                            |
| 1. November 2005 | 18:00 Uhr | TV Beyeröhde             | – | Bayer 04 Leverkusen       | 25:33 (12:16)                            |
| 1. November 2005 | 18:00 Uhr | HSG Blomberg-Lippe       | – | DJK/MJC Trier             | 35:36 n. 2V. (31:31, 27:27, 14:12)       |
| 1. November 2005 | 19:00 Uhr | HSG Sulzbach/Leidersbach | – | 1. FC Nürnberg            | 17:41 (6:19)                             |
| 2. November 2005 | 19:30 Uhr | TSG Wismar               | – | Buxtehuder SV             | 29:31 (15:17)                            |
| 2. November 2005 | 19:30 Uhr | Frankfurter HC           | – | HC Leipzig                | 24:26 (10:12)                            |

Die Sieger der einzelnen Partien qualifizierten sich für das Achtelfinale.

### Achtelfinale
Die Spiele des Achtelfinals fanden in der Zeit vom 4. bis 8. Januar 2006 statt und brachten folgende Ergebnisse:
| Datum          | Uhrzeit   | Heimmannschaft          |   | Gastmannschaft        | Ergebnis      |
| -------------- | --------- | ----------------------- | - | --------------------- | ------------- |
| 4. Januar 2006 | 19:00 Uhr | 1. FC Nürnberg          | – | BV Borussia Dortmund  | 36:26 (17:13) |
| 4. Januar 2006 | 19:30 Uhr | DJK Marpingen           | – | DJK/MJC Trier         | 17:45 (9:23)  |
| 7. Januar 2006 | 16:30 Uhr | TuS Metzingen           | – | Buxtehuder SV         | 24:37 (17:18) |
| 7. Januar 2006 | 19:30 Uhr | SV Garßen-Celle         | – | HC Leipzig Juniorteam | 34:28 (14:15) |
| 8. Januar 2006 | 15:00 Uhr | SG Handball Rosengarten | – | HC Leipzig            | 19:38 (8:22)  |
| 8. Januar 2006 | 16:00 Uhr | SV Union Halle-Neustadt | – | Bayer 04 Leverkusen   | 21:33 (8:18)  |
| 8. Januar 2006 | 16:00 Uhr | Frisch Auf Göppingen    | – | Thüringer HC          | 30:31 (15:20) |
| 8. Januar 2006 | 16:30 Uhr | HSG Kleenheim           | – | VfL Oldenburg         | 20:37 (10:16) |

Die Sieger der einzelnen Partien zogen in das Viertelfinale ein.

### Viertelfinale
Die Viertelfinalspiele fanden in der Zeit vom 8. bis 12. März 2006 statt und brachten durchweg deutliche Ergebnisse:
| Datum         | Uhrzeit   | Heimmannschaft      |   | Gastmannschaft | Ergebnis      |
| ------------- | --------- | ------------------- | - | -------------- | ------------- |
| 8. März 2006  | 19:30 Uhr | DJK/MJC Trier       | – | Thüringer HC   | 33:18 (13:9)  |
| 8. März 2006  | 19:30 Uhr | Bayer 04 Leverkusen | – | HC Leipzig     | 21:29 (11:14) |
| 11. März 2006 | 19:00 Uhr | 1. FC Nürnberg      | – | Buxtehuder SV  | 37:29 (19:13) |
| 12. März 2006 | 17:30 Uhr | SV Garßen-Celle     | – | VfL Oldenburg  | 18:27 (12:15) |

Die Sieger zogen in das Halbfinale ein.

## Final Four
Das Final Four wurde am Wochenende des 28./29. April 2006 in der Erdgasarena in Riesa ausgetragen.

### Halbfinale
| Datum          | Uhrzeit   | Heimmannschaft |   | Gastmannschaft | Ergebnis      |
| -------------- | --------- | -------------- | - | -------------- | ------------- |
| 28. April 2006 | 18:00 Uhr | HC Leipzig     | – | DJK/MJC Trier  | 28:27 (14:12) |
| 28. April 2006 | 20:00 Uhr | 1. FC Nürnberg | – | VfL Oldenburg  | 34:21 (17:9)  |

### Spiel um Platz 3
| Datum          | Uhrzeit   | Heimmannschaft |   | Gastmannschaft | Ergebnis     |
| -------------- | --------- | -------------- | - | -------------- | ------------ |
| 29. April 2006 | 13:00 Uhr | DJK/MJC Trier  | – | VfL Oldenburg  | 28:22 (13:9) |

### Finale
| Datum          | Uhrzeit   | Heimmannschaft |   | Gastmannschaft | Ergebnis      |
| -------------- | --------- | -------------- | - | -------------- | ------------- |
| 29. April 2006 | 15:00 Uhr | HC Leipzig     | – | 1. FC Nürnberg | 34:25 (14:11) |